# Johan Heuser
Johan Heuser, echte naam Johan de Heus (Geldermalsen, 17 februari 1977), is een Nederlandse zanger.

## Biografie
Heuser zong op jonge leeftijd al en als kind was hij gek op muziek. Op school neemt hij deel aan toneelstukken en playbackshows. Met een middelbare scholier nam hij enkele nummers op in een lokale studio.

## Carrière
Johan Heuser heeft zijn carrière in de muziek te danken aan Corry Konings die hem ontdekte en hem de kans gaf om samen met haar een album op te nemen. In 2005 had hij zijn grootste succes tot nu toe: De sterren van Rhodos.

## Discografie

### Singles
| Single met eventuele hitnotering(en) in de Nederlandse Top 40 | Datum van verschijnen | Datum van binnenkomst | Hoogste positie | Aantal weken | Opmerkingen                                  |
| ------------------------------------------------------------- | --------------------- | --------------------- | --------------- | ------------ | -------------------------------------------- |
| De zon                                                        | 2000                  | -                     |                 |              | met Corry Konings / #93 in de Single Top 100 |
| Een zomer met jou                                             | 2002                  | -                     |                 |              | met Corry Konings / #69 in de Single Top 100 |
| Hup hop song                                                  | 2002                  | -                     |                 |              | met Corry Konings / #15 in de Single Top 100 |